# Dreher
Dreher è un marchio di birra della multinazionale olandese Heineken. La produzione avviene in Italia, sotto il controllo di Heineken Italia S.p.A.

## Le origini[1]
La famiglia Dreher era una dinastia di mastri birrai, nota in Boemia fin dal XVII secolo. Nel 1760 il giovane Franz Anton Dreher, che lavorava come cameriere birraio (detto anche "Bierkellner") nella birreria di famiglia, decise di recarsi a Vienna in cerca di fortuna. Grazie alle conoscenze tecniche apprese in famiglia e alla sua intraprendenza, nel 1773 Franz Anton riuscì a fondare a Vienna una sua fabbrica di birra. La consacrazione del successo professionale arrivò nel 1806 quando Franz Anton Dreher venne nominato "decano dei mastri birrai di Vienna".
Il figlio del fondatore, Anton Dreher, nato nel 1810, è considerato ancora oggi come uno degli innovatori nella lavorazione della birra. A partire dal 1836 iniziò a gestire il birrificio di famiglia e introdusse nel 1841 la "Lagerbier", fra le prime birre al mondo di alta qualità a bassa fermentazione. Le sue principali caratteristiche erano il colore rossiccio e la conservazione a temperatura bassa costante, nelle fasi di invecchiamento e immagazzinamento (birre prodotte in questo modo vennero in seguito chiamate "lager", che in tedesco significa "magazzino"). Si può considerare la capostipite di birre denominate Märzen o "Birra di Marzo", perché prodotte in questo mese, quando l'acqua era fredda e il ghiaccio ancora disponibile. L'introduzione del luppolo, inoltre, permise la conservazione del prodotto per più mesi, senza perdere né gusto né caratteristiche.
Nel 1858, la Dreher lager vinse la medaglia d'oro per l'eccellenza alla fiera della birra di Vienna e, il 26 novembre 1861, l'imperatore Francesco Giuseppe I visitò il birrificio Dreher, premiandolo con la croce dei cavalieri dell'ordine di Francesco Giuseppe.
Successivamente Anton si interessò al sistema produttivo del concorrente Peter Schmidt, un birraio di Pest, che conservava e fabbricava birra in una cantina dai muri in pietra, grazie ai quali si riusciva a mantenere la giusta temperatura per la produzione della bevanda. Nel 1862 il birrificio di Schmidt venne acquisito da Dreher.
Dopo la morte del padre nel 1863, Anton Dreher, il terzo Anton della dinastia, iniziò l'esportazione in Olanda e in seguito in Germania.
Nel 1865 aprì una fabbrica a Trieste e poi altre fabbriche in Boemia ed in Ungheria, all'epoca tutte parti di uno stesso Stato: l'Impero austro-ungarico. La medaglia d'oro ricevuta in occasione dell'Esposizione Universale di Parigi del 1867 diede una forte spinta all'espansione del prodotto.
Nel 1868 la Dreher aprì la sua prima birreria a Torino, città dove la birra era particolarmente apprezzata.
Il mercato italiano era in espansione e per questo, nel 1869, Anton decise di acquistare a Trieste la prima fabbrica per la birra, riattivata poi l'anno successivo. Poiché nell'inverno del 1871 non ci fu ghiaccio, Anton Dreher costruì una macchina di refrigerazione per la produzione della birra. Dreher fu inoltre il primo a portare in una fabbrica austriaca l'utilizzo del vapore come forza motrice nella parte automatica della catena di produzione.
Dopo la morte dei Dreher, lo stabilimento austriaco fu trasformato in un consorzio, che passò ai Mautner-Markhof, già soci Dreher.
Nel 1928 i fratelli Luciani del birrificio Pedavena acquisiscono la Dreher di Trieste.
Nel 1944, il birrificio principale venne distrutto durante la seconda guerra mondiale e per la prima volta dopo un secolo non venne più prodotta birra. Vent'anni dopo, Dreher si unì al Birrificio Austriaco e al birrificio Steirer per creare l'Unione Austriaca dei birrifici.

## L'azienda in Italia
Nel 1870 nasce la fabbrica Dreher di Trieste, costruita ad opera del nipote di Franz Anton. Trieste, all'epoca, aveva lo status di città libera e porto franco all'interno dell'Impero austro-ungarico ed era una realtà economico finanziaria seconda solo a Vienna. Con l'annessione di Trieste all'Italia, a seguito degli eventi bellici della prima guerra mondiale che portarono alla firma del Trattato di Rapallo del novembre 1920, la birra Dreher di Trieste si fece conoscere anche dal consumatore italiano.
Negli anni sessanta del XX secolo, con lo scopo di decentrare la produzione al sud, venne realizzato un birrificio in Puglia, a Massafra, provincia di Taranto.
Dal 1974, la produzione e la commercializzazione della birra Dreher in Italia viene gestita dalla Heineken Italia S.p.A., con sede amministrativa a Milano.
Nella stagione 1990/1991 la Dreher è stata lo sponsor principale dell'Unione Sportiva Lecce.
Nel 2013 Dreher lancia in Italia una birra di tipo Radler, ossia una bevanda a base di birra e succo di agrumi (limone o pompelmo), a bassa gradazione alcolica (Grado Alcolico: 2 % VOL.).
Dreher è stata sponsor nelle edizioni 2013 e 2014 di Battiti Live, la manifestazione musicale organizzata ogni estate in alcune piazze del Sud Italia da Radionorba istituendo il premio “Limone d'oro”, consegnato al cantante ospite della serata per i testi romantici delle sue canzoni.
Nel giugno del 2015 Dreher cambia il modello di bottiglia ed etichetta e lancia una nuova campagna pubblicitaria, ideata dall'agenzia Armando Testa.

## Le caratteristiche
Birra Dreher è una birra Lager, quindi birra a bassa fermentazione, con una gradazione alcolica di 4,7%. Ha un colore giallo paglierino con riflessi dorati, una schiuma fine, compatta e aderente. Gli aromi sono delicati e riconducibili al cereale, con un gusto moderatamente luppolato con leggere note di miele.